# Spermbirds
Spermbirds war eine deutsche Hardcore-Punk-Band, die 1983 in Kaiserslautern gegründet wurde. Nach einer zwischenzeitlichen Auflösung 1995 war die Band wieder bis 2023 aktiv.

## Bandgeschichte

### Gründung und Auflösung 1995/6
Nach der zunehmenden Kommerzialisierung des Punkrock Anfang der 1980er-Jahre wendeten sich viele Bands und Musikkonsumenten der schnelleren, härteren und mehr von politischen Motiven beeinflussten Hardcore-Musik zu. 1983 gründeten Lee, Markus, Frank, Roger und Matthias aus Kaiserslautern die Band Spermbirds. Zeitweise war auch Joe Strübe Mitglied der frühen Formation. Neben eher klassischen UK-Punkbands wie Wire, Angelic Upstarts oder den Buzzcocks hatten auch amerikanische Hardcore-Bands wie Minor Threat, Black Flag oder Agent Orange ihren prägenden Anteil am Sound der Band. Im Laufe der Jahre veröffentlichten die Spermbirds zahlreiche Singles und Alben.
1991/92 verließ Lee Hollis die Band, um sich fortan intensiver seinem seit 1987/88 parallel bestehenden zweiten Projekt 2 Bad zu widmen. Der Rest der Band wollte seine musikalische Arbeit fortsetzen und fand mit Ken Haus einen neuen Sänger: Dieser schloss sich Ende 1992 den Spermbirds an und nahm mit ihnen zwei Alben auf. Doch nach einigen Tourneen ließ sich die Zusammenarbeit aufgrund zwischenmenschlicher Probleme mit Ken Haus nicht fortsetzen.
Nach zwischenzeitlicher Auflösung (1988-'89) verabschiedeten sich die Spermbirds, zum letzten Mal mit beiden Sängern, im September 1995 mit einem zweistündigen Konzert vor 1100 Fans in ihrer Heimatstadt Kaiserslautern. Diese Show wurde im folgenden Jahr als vermeintlich letzte CD Get Off The Stage - The Last Concert veröffentlicht.

### Ab 1999
1999 rief Lee Hollis die Bandmitglieder zusammen und es kam zu einem Comeback der Band. Es folgten Konzerte vor ausverkauften Hallen. Man wollte ein neues Album aufnehmen, doch da einige Mitglieder mittlerweile feste Jobs, Kinder und ihre eigenen Bands hatten, dauerte das Songwriting für ein neues Album über sechs Jahre lang. Das Album Set An Example erschien im Jahre 2004. Im Jahre 2007 stieg Gründungsmitglied Frank Rahm aus und wurde durch Steve Wiles ersetzt – die aus einem Live- und einem Dokumentarteil bestehende Doppel-DVD Me And My People aus dem gleichen Jahr ist dem langjährigen Mitglied Rahm gewidmet. Wiederum mehrere Jahre dauerten auch die Vorbereitungen zum aktuellen Album Columbus Feeling, das 2010 über Rookie Records erschienen ist. 2019 veröffentlichte die Band das Album „Go To Hell Then Turn Left“. 2023 lösten sich die Spermbirds auf, nachdem Sänger Hollis die Band aus nicht genannten Gründen verlassen hatte.
Die Bandmitglieder „Beppo“ (Schlagzeug) und Frank (Gitarre) spielen auch bei der Punkband Kick Joneses, ebenfalls aus Kaiserslautern. Lee Hollis ist seit 1990 Sänger von Steakknife. Markus Weilemann und Frank Rahm erweiterten 1996 ihren musikalischen Horizont mit dem Crossover-Projekt Super Gouge und veröffentlichten mit Deep Sea Fishing eine wenig beachtete CD. Beruflich arbeitet Schlagzeuger Matthias „Beppo“ Götte nach Stationen bei Sunshine Live und Radio Energy als leitender Nachrichtenredakteur beim Deutschlandfunk in Köln.

### Trennung von Sänger Lee Hollis 2023
Nachdem die Band am 30. April 2023 noch vor ausverkauftem Haus in Kaiserslautern ihr 40-jähriges Bestehen mit einem Konzert feierte, wurde die Band im Oktober sogar mit einer ausführlichen Ausstellung im Theodor-Zink-Museum Kaiserslautern geehrt. Allerdings zeigte sich, dass die Interessen von Sänger Lee Hollis mehr auf Steakknife und ein weiteres Solo-Projekt ausgerichtet waren, so dass die Band beschloss sich von Sänger Lee Hollis zu trennen.

### Neue Wege
Da zum Zeitpunkt der Trennung ein großer Pool an Liedmaterial vorlag, wurde von den übrigen Musikern beschlossen, dieses Material noch zu veröffentlichen. Die Band hat Pläne, die sie aber erst 2024 verkünden will, z. B. wer diese Lieder singt und unter welchem Namen diese veröffentlicht werden. Fest steht allerdings, dass die vier verbliebenen Musiker der Band unter neuem Namen einen Neuanfang beginnen werden.

## Rezeption
Das deutschsprachige Online-Magazin laut.de setzte die Spermbirds 2018 in seiner globalen Liste „Die 30 besten Hardcore-Bands“ auf Platz 26.

## Diskografie
- 1985: Don't Forget The Fun! (Split-EP mit Walter Elf, X-Mist Records)
- 1986: Something To Prove (We Bite Records)
- 1988: Nothing Is Easy (We Bite Records)
- 1990: Common Thread (X-Mist Records)
- 1990: Thanks Live
- 1992: Eating Glass
- 1992: Split-Single Spermbirds / Party Dictator - (Excess bleeding heart)
- 1992: Joe (Mini-LP and Fulltime-CD)
- 1994: Shit For Sale
- 1995: Family Values
- 1996: Get Off The Stage (Live)
- 1997: Coffee, Hair And Real Life (Best-Of: Songs from '84-'91)
- 1999: Best Of Spermbirds (Best-Of: Songs from the GUN-Records '94-'96)
- 2004: Set An Example
- 2005: Split-Single Spermbirds / Genepool - (Something good)
- 2007: The Boys Are Back In K-Town (Live Dec. 2005, DVD1 of the Double-DVD „Me And My People - Stories 1984–2006“)
- 2010: A Columbus Feeling
- 2012: Split-Single Pascow / Spermbirds - (What Jet said, Running in front of cars)
- 2019: Go To Hell Then Turn Left